# (65) Cybèle
Pour les articles homonymes, voir Cybèle (homonymie).
(65) Cybèle est l'un des plus gros astéroïdes de la ceinture principale d'astéroïdes. Il donne son nom au groupe de Cybèle, groupe orbital situé en périphérie externe de la ceinture principale.
Cybèle est un astéroïde de type X, ce qui signifie qu'il est de teinte sombre et de composition carbonée.
Il a été découvert en 1861 par Ernst Wilhelm Tempel et nommé d'après Cybèle, la déesse de la Terre.

## Découverte et dénomination
Cybèle a été découvert le 8 mars 1861, par Ernst Wilhelm Tempel à l'observatoire de Marseille. Une controverse mineure, comme pour (12) Victoria, survint lors du choix d'attribution du nom de l'astéroïde. Tempel avait accordé l'honneur de nommer l'astéroïde à Carl Auguste von Steinheil en reconnaissance de sa contribution dans la fabrication de télescopes. Von Steinheil choisit de le nommer « Maximiliana » d'après le monarque régnant Maximilien II de Bavière. À l'époque, on donnait plus conventionnellement aux astéroïdes des noms issus de la tradition classique, et un certain nombre d'astronomes protestèrent contre cette appellation jugée trop contemporaine. Le nom Cybèle fut choisi à la place, se référant à la déesse phrygienne de la Terre.

## Caractéristiques physiques
La première occultation stellaire de Cybèle a été observée le 17 octobre 1979 en Union soviétique. L'astéroïde semble avoir une forme irrégulière, la plus longue corde mesurée atteignant 245 km, pleinement compatible avec le diamètre de 237 km déterminé par le satellite infrarouge IRAS en 1983. Au cours de la même occultation de 1979, on détecta la trace d'un possible grand satellite de 11 km de diamètre.
Le diamètre calculé issu des observations dans l'infrarouge d'IRAS en 1983 est de 237 ± 4 km. En 1985, Green estima le diamètre de Cybèle à 330 km. En 2004, Müller, utilisant la modélisation thermophysique (TPM), estima les dimensions de l'astéroïde à 302 × 290 × 232 km.
En 2007, David Weintraub suggéra qu'il pouvait être en équilibre hydrostatique, mais cela ne serait plus[Quand ?] considéré comme une possibilité[réf. nécessaire].

## Spectre
L'examen du spectre infrarouge de l'astéroïde montre une caractéristique d'absorption qui est similaire à celui présent dans le spectre de (24) Thémis. Ceci peut être expliqué par la présence de glace d'eau. L'astéroïde peut être recouvert d'une couche de poussière de fines silicates mélangée à de petites quantités de glace d'eau et de composés organiques.

## Occultations récentes
Le 24 août 2008, Cybèle occulta 2UCAC 24389317, une étoile de magnitude 12.7 dans la constellation Ophiuchus, ce qui permit de calculer un axe transversal d'au moins 294 km. Le 11 octobre 2009, Cybèle occulta une étoile de magnitude 13,4 dans la constellation du Verseau.